# خوليو سانشيز كريستو
خوليو سانشيز كريستو (بالإسبانية: Julio Sánchez Cristo)‏ هو مذيع وصحفي كولومبي، ولد في 9 يناير 1959 في بوغوتا في كولومبيا.